# Virginia City (Montana)
Virginia City – miasto i siedziba hrabstwa Madison w stanie Montana w Stanach Zjednoczonych. Część miasta uznana została za Narodowy Pomnik Historyczny USA w 1961. Liczba ludności wynosi 130 osób według spisu powszechnego z roku 2000.

## Historia
Do marca 1863 obszar, na którym leży Virginia City, należał do Terytorium Dakoty, po czym wszedł w skład właśnie powstałego Terytorium Idaho. 26 maja 1864 utworzono także Terytorium Montany, którego stolicą – na krótko – zostało miasteczko Bannack. Virginia City wkrótce przejęło tę rolę, zanim stolicą została miejscowość Helena.
W maju 1863 grupa poszukiwaczy złota posuwała się w kierunku doliny rzeki Yellowstone, ale nim tam dotarła, została otoczona przez Indian z plemienia Wron, którzy kazali grupie wracać do Bannack. W czasie drogi powrotnej, gdy poszukiwacze znajdowali się nad ciekiem zwanym Adler Creek, niejaki Bill Fairweather wbił łopatę w ziemię, żartując, że może znajdzie nieco tytoniu. W ten sposób doszło, przez przypadek, do odkrycia złota.
Odkrywcy nie umieli zachować sekretu. Byli śledzeni w czasie drogi powrotnej z Bannack i wkrótce brzegi potoku zaroiły się od kopiących. Dla rejestracji zgłaszanych działek musiał powstać ośrodek administracyjny. 16 czerwca 1863 założono – półtora kilometra na południe od terenów złotonośnych – miasteczko o nazwie „Verina” dla uhonorowania Variny Howell Davis, jedynej pierwszej damy Skonfederowanych Stanów Ameryki podczas wojny secesyjnej. Verina, choć leżąca na terytorium Unii, została założona przez ludzi o najwyraźniej prokonfederackim nastawieniu. Gdy jednak zgłoszono nazwę do rejestracji, sędzia z Connecticut, G.G. Bissell, odmówił przyjęcia takiej nazwy i zarejestrował miasto jako Virginia City.
W ciągu kilku tygodni Virginia City stało się prawdziwie prosperującym miastem z tysiącami ludzi ogarniętych gorączką złota bez jakichkolwiek sił porządkowych, jeśli nie liczyć „Strażników Montany”. Większość Montany znajdowała się pod rządami „Straży Obywatelskiej” (ang. Vigilance Committee), która działała po obu stronach prawa. Jej tajemne motto, 3-7-77, do dzisiaj znajduje się na odznakach, naszywkach mundurowych i drzwiach samochodów policji drogowej w tym stanie.
W 1864 z Terytorium Montany wykrojono Terytorium Idaho. Virginia City, miasto liczące 10 000 obywateli, zostało stolicą tego nowego terytorium w 1865, a w roku następnym wzniesiono budynek pierwszej szkoły publicznej. Niemal w tym samym czasie złoża łatwo pozyskiwalnego aluwialnego złota skończyły się i rozpoczęła się masowa migracja do Heleny.

### Opuszczone miasto
W latach czterdziestych XX wieku Charles i Sue Bovey zaczęli wykupywać działki w mieście i remontować budowle będące w najgorszym stanie. Opuszczone miasto Virginia City zaczęto odnawiać dla potrzeb turystyki w latach pięćdziesiątych. Obecnie większość miasta znajduje się pod zarządem władz stanowych. Budynki powstałe w czasach pionierskich zostały odnowione i opatrzone tablicami informacyjnymi.

## Geografia
Zgodnie z danymi United States Census Bureau powierzchnia miasta zajmuje 2,4 km².